# Pentaschistis pyrophila
Pentaschistis pyrophila är en gräsart som beskrevs av Hans Peter Linder. Pentaschistis pyrophila ingår i släktet Pentaschistis och familjen gräs. Inga underarter finns listade i Catalogue of Life.